# Anna Grobecker
Anna Grobecker (ur. 27 lipca 1829 we Wrocławiu, zm. 27 września 1908 w Althofen) – niemiecka aktorka teatralna, śpiewaczka operowa (mezzosopran) znana z ról spodenkowych.

## Życiorys
Była jedną z siedmiu córek Franza Mejo (dyrygenta i kompozytora) i Rosy Mejo-Straub. Aktorstwa uczyła się od Carla Herbolda, a lekcji śpiewu udzielała jej matka. Debiutowała w 1844 roku w Magdeburgu, w 1848 roku wystąpiła w Lipsku, a w latach 1850–1858 regularnie występowała w Berlinie (przeważnie jako subretka).
Podczas występu gościnnego w Budapeszcie w 1858 roku została zauważona przez austriackiego aktora i śpiewaka operowego Johanna Nestroya, który zaproponował jej pracę w Wiedniu. Brała tam udział w odbywających się w Carltheater operetkach autorstwa takich kompozytorów jak Jacques Offenbach czy Franz von Suppé.
Anna Grobecker była pierwszą śpiewaczką operetkową, która występowała w Burgtheater w Wiedniu (w 1861 roku).
Wycofała się z kariery zawodowej w 1874 roku, resztę życia spędziła we Włoszech i w Austrii, gdzie zmarła.